# Eriosoma longicornutum
Eriosoma longicornutum är en insektsart. Eriosoma longicornutum ingår i släktet Eriosoma och familjen långrörsbladlöss. Inga underarter finns listade i Catalogue of Life.